# Římskokatolická farnost Nové Strašecí
Římskokatolická farnost Nové Strašecí je jedno z územních společenství římských katolíků v rakovnickém vikariátu s farním kostelem Narození Panny Marie v Novém Strašecí.

## Dějiny farnosti
Roku 1359 byla v Novém Strašecí (staršími názvy též Neostrašecium, Neustraschitz, Neustraschicium nebo Neostraschecium) zřízena plebánie. Od roku 1695 jsou ve farnosti vedeny matriky, v současné době jsou uloženy na městském úřadě Nové Strašecí, ale matriky od roku 1950 jsou stále uloženy na farním úřadě. K 1. lednu 2004 byly s farností sloučeny původní farnosti Hředle, Lány, Mšec, Řevničov a Srbeč.

## Území farnosti
Do farnosti náleží území obcí:
Bdín • Hředle • Kalivody • Krušovice • Lány • Milý • Mšec • Mšecké Žehrovice • Nové Strašecí • Přerubenice • Ruda (kromě osady Amálie) • Rynholec • Řevničov • Srbeč • Třtice

## Kostely a kaple
| Fotografie | Kostel                              | Místo            | Bohoslužba                         |
| ---------- | ----------------------------------- | ---------------- | ---------------------------------- |
|            | kostel Všech svatých                | Hředle           |                                    |
|            | kaple Nejsvětější Trojice           | Krušovice        |                                    |
|            | kostel Nejsvětějšího Jména Ježíšova | Lány             | ne 15.00                           |
|            | kostel sv. Kateřiny Alexandrijské   | Mšec             | ne 8.00                            |
|            | kaple sv. Martina                   | Mšecké Žehrovice |                                    |
|            | kostel Narození Panny Marie         | Nové Strašecí    | ne 9.30, ut, st 9.00 ,ct, pa 18.00 |
|            | kaple sv. Isidora                   | Nové Strašecí    |                                    |
|            | kaple sv. Andělů Strážných          | Ruda             |                                    |
|            | kostel sv. Mikuláše                 | Třtice           |                                    |
|            | kostel sv. Petra a Pavla            | Řevničov         |                                    |
|            | kostel sv. Jakuba Staršího          | Srbeč            |                                    |
|            | kostel sv. Michaela archanděla      | Milý             |                                    |
|            | kostel Nejsvětější Trojice          | Srbeč            |                                    |

## Osoby ve farnosti
Farářem farnosti je od roku 2020 je P. Martin Janata. Ve farnosti dříve působili:
- P. Mgr. Jiří Zeman

- farář P. JCLic. Mgr. Bc. Timotej Maria Pavel Vácha O.Praem.
- P. Mgr. Mariusz Stanislaw Walczak
- P. ThLic. Vít Uher, Th.D.